# 기타야마촌
기타야마촌(일본어: 北山村)은 일본 와카야마현 중앙부에 있는 히가시무로군의 정이다. 와카야마현에 속하면서 나라현과 미에현에 둘러싸여 있고, 와카야마현 본토와는 접하지 않는 월경지이다. 일본에서 주위가 다른 도도부현으로 둘러싸인 월경지 자체가 하나의 시정촌급 자치단체를 형성한 경우는 이곳이 유일하다. 헤이세이 시정촌 대합병으로 다른 촌이 소멸한 결과 와카야마현에서 유일한 촌이 되었다.

## 지리
기이반도 남부의 산간부에 위치한다. 촌 면적의 약 97%가 산림 지대이며 미에현 구마노시와의 경계를 흐르는 기타야마 강가에 있는 마을의 남단 부분에 작은 취락들이 점재한다.

## 산업
기타야마촌은 예로부터 목재업이 성행하였으며, 지금도 1차 산업의 비중이 매우 높다. 자바라는 기타야마촌에서 처음 재배되었으며, 현재도 기타야마촌이 자바라 생산량 1위를 지키고 있다.

## 역사
옛날부터 이 지역에는 나무를 베어 뗏목 형태로 묶어 기타야마강으로 흘려 보내 하류 지역인 신구의 상인이 그것을 받는 형태의 교역이 이루어져 신구와 관계가 깊었다. 폐번치현 당시 지금의 기타야마촌을 이루고 있는 오누마, 나나이로, 다케하라, 시모오이, 고마쓰 다섯 촌은 원래 나라현으로 들어가기로 되어 있었으나 이 다섯 촌이 신구와 함께 와카야마현으로 들어가길 희망하여 와카야마현의 월경지가 되었으며, 다섯 촌을 하나의 촌으로 묶어서 기타야마촌이 성립하였다. 기타야마촌 성립 이후로 다른 정촌과의 합병이 이루어진 적이 없고 월경지이기 때문에 인구가 적어도 하나의 촌을 유지해 왔다.

## 관광
기타야마촌 내에는 '도로쿄'(瀞峡)라는 협곡이 있으며, 도로쿄 주변에 오쿠토로 공원(おくとろ公園), 오쿠토로 온천(おくとろ温泉)이 위치해 있다.

## 교통

### 도로
- 국도 제169호선

### 철도
현재 기타야마촌을 지나는 철도는 없다.

### 버스
촌에서 운영하는 버스가 운행하고 있다. 노선은 총 1개이며, 고마쓰 마을을 출발해 촌 곳곳을 지나 미에현 구마노시 구마노시역까지 운행하고 있다.

## 우호 교류 도시
- 일본 홋카이도 가미시호로정과 우호 교류 관계를 맺고 있는 것이 확인되었다.